# André Pilette
Théodore André Pilette (* 6. Oktober 1918 in Paris; † 27. Dezember 1993 in Etterbeek) war ein belgischer Formel-1- und Sportwagenrennfahrer.

## Karriere
André entstammte einer motorsportbegeisterten Familie, schon sein Vater Théodore Pilette bestritt in den Jahren vor dem Ersten Weltkrieg Grand-Prix-Rennen auf Mercedes und erreichte 1913 den fünften Platz bei den Indianapolis 500. Auch Andrés Sohn Teddy Pilette war in den 1970er-Jahren ein erfolgreicher Rennfahrer.
André Pilette begann seine Motorsportkarriere nach dem Zweiten Weltkrieg, zunächst bei belgischen Sportwagenrennen. Über 15 Jahre hinweg erstreckte sich seine Laufbahn bei Formel-1- und Sportwagenrennen, in den meisten Fällen trat er als Privatfahrer an und erreichte in Anbetracht seines unterlegenen Materials achtbare Resultate.
Nach den Anfangsjahren bei Talbot und Connaught stieß er zum Gordini-Rennstall, für den er beim Grand Prix von Belgien 1954 als Fünfter sein bestes Formel-1-Resultat erzielte. Ein schwerer Unfall beim Training für den Großen Preis von Deutschland 1956 stoppte seine Karriere für mehr als zwei Jahre. Pilette hatte auch Verbindungen zu Ferrari. Er startete für die Italiener beim 24-Stunden-Rennen von Le Mans und konnte 1959 den vierten und 1960 den zweiten Platz erreichen.
Im Gegensatz zu seiner Sportwagenkarriere verlief Pilettes weitere Formel-1-Karriere debakulös. Offensichtlich trieb ihn nur seine Lust am Rennfahren dazu, mit völlig unterlegenen Marken wie Emeryson oder Scirocco oder einem ausrangierten Lotus anzutreten; Erfolge waren ihm keine mehr vergönnt. Lediglich ein einziges Mal bei fünf Anläufen zwischen 1961 und 1964 gelang ihm ein Rennstart.
1964 beendete Pilette seine Karriere und wurde Leiter einer Rennfahrerschule in Zolder.

## Statistik

### Statistik in der Automobil-Weltmeisterschaft

#### Gesamtübersicht
| Saison | Team                  | Chassis          | Motor              | Rennen | Siege | Zweiter | Dritter | Poles | schn. Rennrunden | Punkte | WM-Pos. |
| ------ | --------------------- | ---------------- | ------------------ | ------ | ----- | ------- | ------- | ----- | ---------------- | ------ | ------- |
| 1951   | Ecurie Belgique       | Talbot-Lago T26C | Talbot 4.5 L6      | 1      | −     | −       | −       | −     | −                | −      | NC      |
| 1953   | Ecurie Belge          | Connaught Type A | Lea-Francis 2.0 L4 | 1      | −     | −       | −       | −     | −                | −      | NC      |
| 1954   | Equipe Gordini        | Gordini T16      | Gordini 2.5 L6     | 3      | −     | −       | −       | −     | −                | 2      | 19.     |
| 1956   | Equipe Gordini        | Gordini T16      | Gordini 2.5 L6     | 1      | −     | −       | −       | −     | −                | −      | NC      |
| 1956   | Equipe Gordini        | Gordini T32      | Gordini 2.5 L8     | 1      | −     | −       | −       | −     | −                | −      | NC      |
| 1956   | Scuderia Ferrari      | Ferrari D50      | Ferrari 2.5 V8     | 1      | −     | −       | −       | −     | −                | −      | NC      |
| 1964   | Equipe Scirocco Belge | Scirocco 02      | Climax 1.5 V8      | 1      | −     | −       | −       | −     | −                | −      | NC      |
| Gesamt | Gesamt                | Gesamt           | Gesamt             | 9      | −     | −       | −       | −     | −                | 2      |         |

#### Einzelergebnisse
| Saison | 1 | 2   | 3  | 4  | 5   | 6   | 7 | 8 | 9 | 10 |
| ------ | - | --- | -- | -- | --- | --- | - | - | - | -- |
| 1951   |   |     |    |    |     |     |   |   |   |    |
|        |   | 6   |    |    |     |     |   |   |   |    |
| 1953   |   |     |    |    |     |     |   |   |   |    |
|        |   |     | 11 |    |     |     |   |   |   |    |
| 1954   |   |     |    |    |     |     |   |   |   |    |
|        |   | 5   |    | 9  | DNF |     |   |   |   |    |
| 1956   |   |     |    |    |     |     |   |   |   |    |
|        | 6 |     | 6  | 11 |     | DNS |   |   |   |    |
| 1961   |   |     |    |    |     |     |   |   |   |    |
|        |   |     |    |    |     | DNQ |   |   |   |    |
| 1963   |   |     |    |    |     |     |   |   |   |    |
|        |   |     |    |    | DNQ | DNQ |   |   |   |    |
| 1964   |   |     |    |    |     |     |   |   |   |    |
|        |   | DNF |    |    | DNQ |     |   |   |   |    |

| Legende  | Legende            | Legende                                                          |
| Farbe    | Abkürzung          | Bedeutung                                                        |
| -------- | ------------------ | ---------------------------------------------------------------- |
| Gold     | –                  | Sieg                                                             |
| Silber   | –                  | 2. Platz                                                         |
| Bronze   | –                  | 3. Platz                                                         |
| Grün     | –                  | Platzierung in den Punkten                                       |
| Blau     | –                  | Klassifiziert außerhalb der Punkteränge                          |
| Violett  | DNF                | Rennen nicht beendet (did not finish)                            |
| Violett  | NC                 | nicht klassifiziert (not classified)                             |
| Rot      | DNQ                | nicht qualifiziert (did not qualify)                             |
| Rot      | DNPQ               | in Vorqualifikation gescheitert (did not pre-qualify)            |
| Schwarz  | DSQ                | disqualifiziert (disqualified)                                   |
| Weiß     | DNS                | nicht am Start (did not start)                                   |
| Weiß     | WD                 | zurückgezogen (withdrawn)                                        |
| Hellblau | PO                 | nur am Training teilgenommen (practiced only)                    |
| Hellblau | TD                 | Freitags-Testfahrer (test driver)                                |
| ohne     | DNP                | nicht am Training teilgenommen (did not practice)                |
| ohne     | INJ                | verletzt oder krank (injured)                                    |
| ohne     | EX                 | ausgeschlossen (excluded)                                        |
| ohne     | DNA                | nicht erschienen (did not arrive)                                |
| ohne     | C                  | Rennen abgesagt (cancelled)                                      |
| ohne     | keine WM-Teilnahme |                                                                  |
| sonstige | P/fett             | Pole-Position                                                    |
| sonstige | 1/2/3/4/5/6/7/8    | Punktplatzierung im Sprint-/Qualifikationsrennen                 |
| sonstige | SR/kursiv          | Schnellste Rennrunde                                             |
| sonstige | *                  | nicht im Ziel, aufgrund der zurückgelegten Distanz aber gewertet |
| sonstige | ()                 | Streichresultate                                                 |
| sonstige | unterstrichen      | Führender in der Gesamtwertung                                   |

### Le-Mans-Ergebnisse
| Team | Fahrzeug                   | Teamkollege               | Platzierung       | Ausfallgrund |         |
| ---- | -------------------------- | ------------------------- | ----------------- | ------------ | ------- |
| 1954 | Equipe Gordini             | Gordini T17S              | Gilberte Thirion  | Ausfall      | Zündung |
| 1959 | North American Racing Team | Ferrari 250 GT California | George Arents     | Rang 4       |         |
| 1960 | North American Racing Team | Ferrari 250TR59           | Ricardo Rodríguez | Rang 2       |         |
| 1961 | North American Racing Team | Ferrari 250 GT SWB        | Bob Grossman      | Rang 6       |         |

### Einzelergebnisse in der Sportwagen-Weltmeisterschaft
| Saison | Team                                            | Rennwagen                              | 1   | 2   | 3   | 4   | 5   | 6   | 7   | 8   | 9   | 10  | 11  | 12  | 13  | 14  | 15  | 16  | 17  | 18  | 19  | 20  |
| ------ | ----------------------------------------------- | -------------------------------------- | --- | --- | --- | --- | --- | --- | --- | --- | --- | --- | --- | --- | --- | --- | --- | --- | --- | --- | --- | --- |
| 1953   |                                                 | Borgward Hansa 1500 Sportcoupé         | SEB | MIM | LEM | SPA | NÜR | RTT | CAP |     |     |     |     |     |     |     |     |     |     |     |     |     |
| 1953   |                                                 | Borgward Hansa 1500 Sportcoupé         | 8   |     |     |     |     |     |     |     |     |     |     |     |     |     |     |     |     |     |     |     |
| 1954   | Gordini                                         | Gordini T17S                           | BUA | SEB | MIM | LEM | RTT | CAP |     |     |     |     |     |     |     |     |     |     |     |     |     |     |
| 1954   | Gordini                                         | Gordini T17S                           | DNF |     |     |     |     |     |     |     |     |     |     |     |     |     |     |     |     |     |     |     |
| 1956   | Maserati                                        | Maserati 150S                          | BUA | SEB | MIM | NÜR | KRI |     |     |     |     |     |     |     |     |     |     |     |     |     |     |     |
| 1956   | Maserati                                        | Maserati 150S                          | DNF |     |     |     |     |     |     |     |     |     |     |     |     |     |     |     |     |     |     |     |
| 1959   | Ecurie Francorchamps North American Racing Team | Alfa Romeo Giulietta SV Ferrari 250 GT | SEB | TAR | NÜR | LEM | RTT |     |     |     |     |     |     |     |     |     |     |     |     |     |     |     |
| 1959   | Ecurie Francorchamps North American Racing Team | Alfa Romeo Giulietta SV Ferrari 250 GT |     |     | 32  | 4   |     |     |     |     |     |     |     |     |     |     |     |     |     |     |     |     |
| 1960   | North American Racing Team                      | Ferrari 250TR                          | BUA | SEB | TAR | NÜR | LEM |     |     |     |     |     |     |     |     |     |     |     |     |     |     |     |
| 1960   | North American Racing Team                      | Ferrari 250TR                          |     | 2   |     |     |     |     |     |     |     |     |     |     |     |     |     |     |     |     |     |     |
| 1961   | North American Racing Team                      | Ferrari 250 GT                         | SEB | TAR | NÜR | LEM | PES |     |     |     |     |     |     |     |     |     |     |     |     |     |     |     |
| 1961   | North American Racing Team                      | Ferrari 250 GT                         | 6   |     |     |     |     |     |     |     |     |     |     |     |     |     |     |     |     |     |     |     |
| 1964   | Ecurie Francorchamps                            | Porsche 904                            | DAY | SEB | TAR | MON | SPA | CON | NÜR | ROS | LEM | REI | FRE | CCE | RTT | SIM | NÜR | MON | TDF | BRI | BRI | PAR |
| 1964   | Ecurie Francorchamps                            | Porsche 904                            |     |     |     | DNF |     |     |     |     |     |     |     |     |     |     |     |     |     |     |     |     |